# Pfarrkirche Türnitz

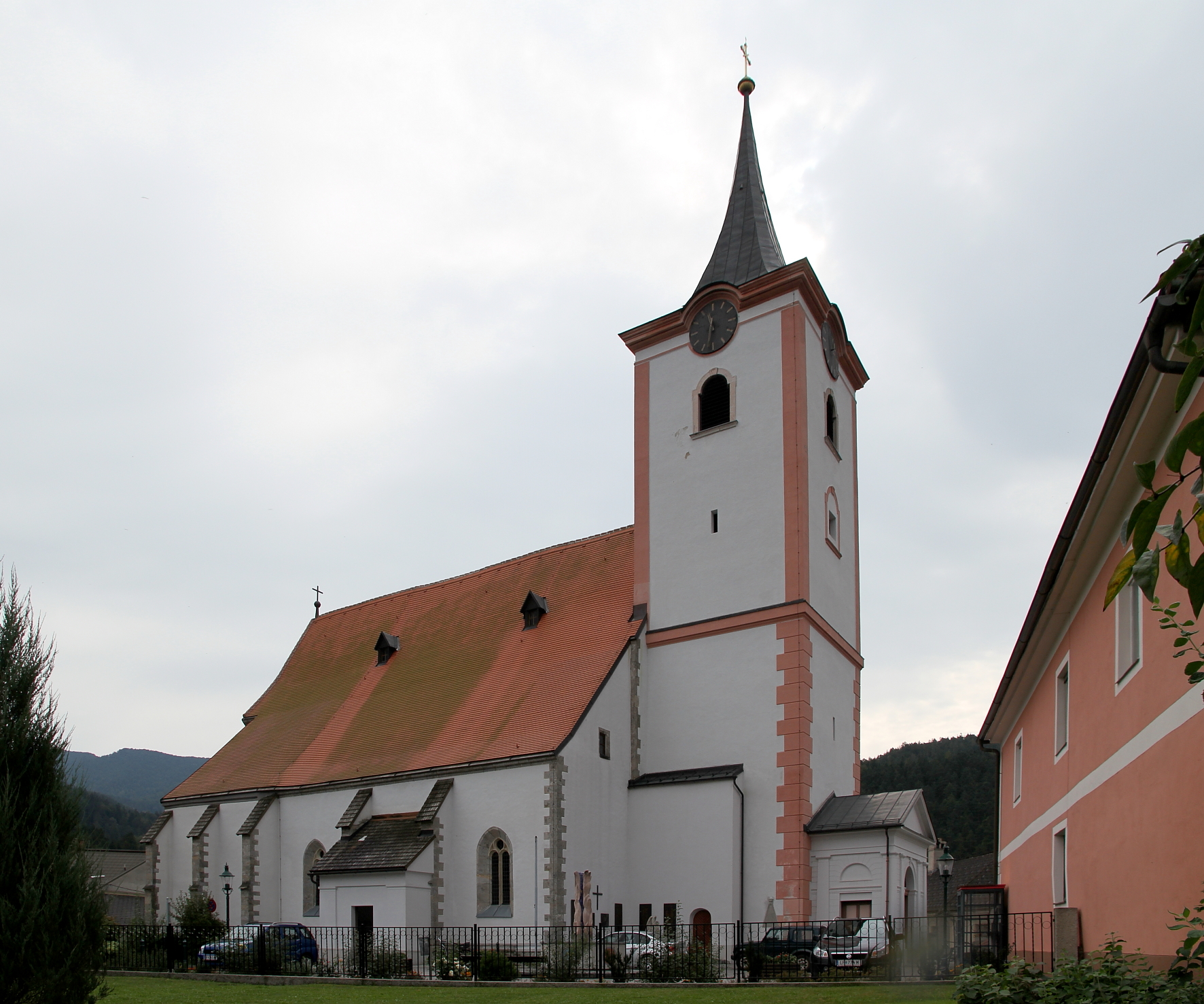
Katholische Pfarrkirche hl. Martin in Türnitz

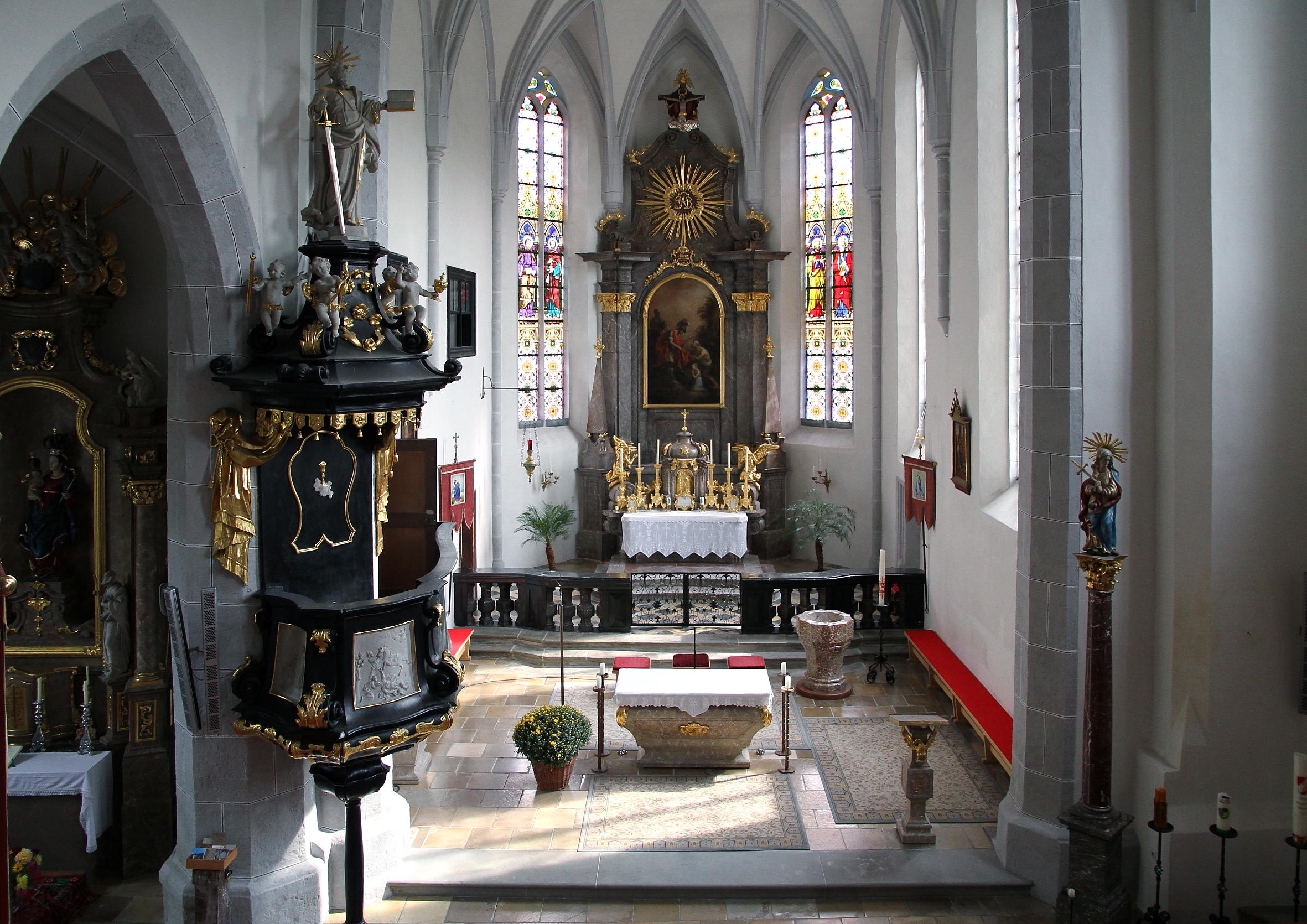
Hauptschiff, Blick zum Chor

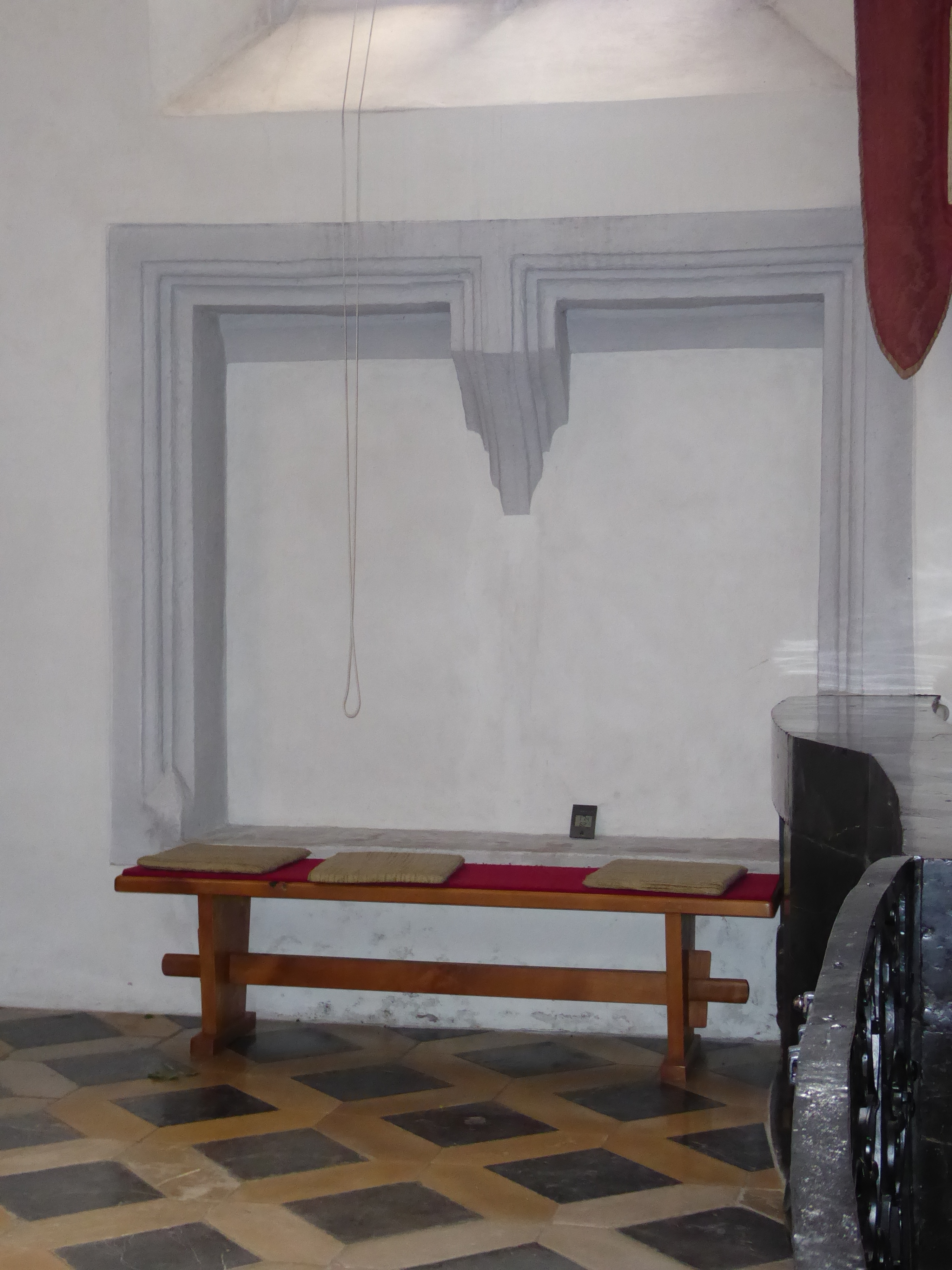
Gotische Sessionsnische rechts im Chorschluss

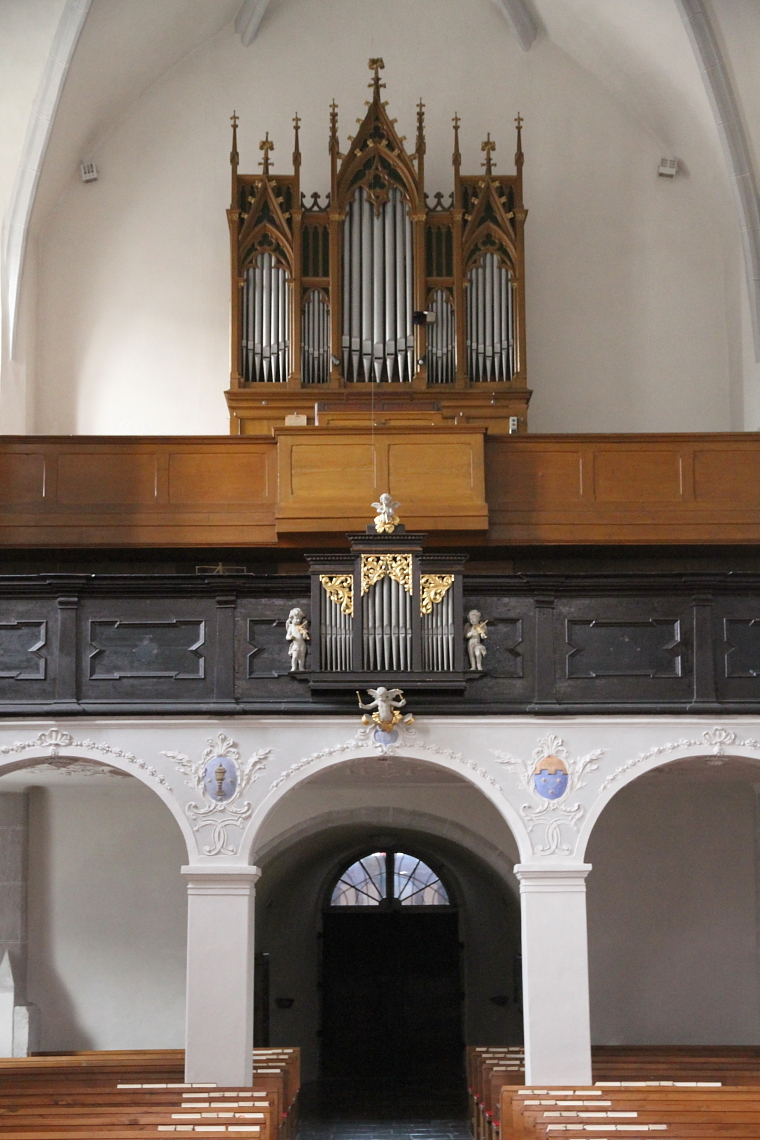
Hauptschiff, Blick zur Doppelempore

Die römisch-katholische Pfarrkirche Türnitz steht erhöht auf einem Felsen innerhalb einer Wehrmauer im Osten der Ortschaft der Marktgemeinde Türnitz im Bezirk Lilienfeld in Niederösterreich. Die dem Patrozinium des Heiligen Martin von Tours unterstellte Pfarrkirche gehört zum Dekanat Lilienfeld in der Diözese St. Pölten. Die ehemalige Wehrkirche steht unter Denkmalschutz (Listeneintrag).

## Geschichte
Die Kirche ging 1209 als Filiale der Pfarrkirche Wilhelmsburg an das Stift Lilienfeld. Wohl bis 1249 ein Vikariat, wurde die Kirche 1449 voll dem Stift inkorporiert. 1509 wurde die Kirche um ein nördliches Seitenschiff erweitert und das Kirchenschiff gewölbt und östlich des Seitenschiffs eine Sakristei angebaut. 1613 wurde die sogenannte „Türnitzer Dornenkronen-Reliquie“ erworben. 1758 wurde der Turm erhöht. 1822 wurden vor dem Turm und beim Nordportal Vorhallen errichtet. Die Kirche wurde 1899 und 1929 renoviert. 1960 und 1996 erfolgten Außenrenovierungen.

## Architektur
Der mächtige zweischiffige Kirchenbau mit einem leicht eingezogenen Chor und einem wuchtigen vorgestellten Westturm ist vor allem südseitig von einer Wehrmauer umgeben.
Das Kirchenäußere zeigt ein wohl im Kern romanisches Langhaus mit verputztem Mauerwerk und steinsichtigen Eckquadern sowie einen gotischen Chor und ein nördliches Seitenschiff mit Strebepfeilern. Es gibt einen umlaufenden Sockel, das ziegelgedeckte Satteldach ist steil. Es gibt zweibahnige spitzbogige Maßwerkfenster mit Pass– und Fischblasenformen, knapp unter der Traufe des Chores und an der Halbgiebelmauer des Seitenschiffes gibt es kleine Rechteckfenster. Das niedrigere Seitenschiff unter einem Pultdach hat zweibahnige Fenster, der nördliche Portalvorbau aus dem Jahr 1822 zeigt breite Lisenen und eine biedermeierlich aufgedoppelte Tür mit originalen Beschlägen. 
Der mächtige, über einem älteren Kern in der Mitte des 15. Jahrhunderts ausgebaute Wehrturm zeigt sich durch ein Gesimsband zweizonig mit einer Eckquaderung und Schartenfenstern, südseitig mit einem frühgotischen Rundbogenfenster, das Glockengeschoß wurde nach einem Brand 1749 im Jahr 1758 wiederhergestellt, es hat rundbogige Schallfenster, ein aufgegiebeltes Uhrengesims und trägt einen geschweiften Spitzhelm, darauf ein Kreuz mit Turmknauf aus 1848, das 1994 restauriert wurde. 
Vor dem Westturm befindet sich eine klassizistische Vorhalle aus dem Jahr 1822 mit Pilastern, Lünettenfeldern und einem Dreiecksgiebel, das Rundbogenportal hat originale Türflügel, das innere Doppelflügelportal nennt im Keilstein das Jahr 1822, die Rundbogenrahmung zeigt ein Scheibendekor und eine Lilie am Schlussstein.
Im Norden des Turmes steht ein schmaler Anbau mit dem Turmaufgang. Die Sakristei östlich am Seitenschiff ist etwas nach Norden aus der Achse gerückt, und gegenüber dem Seitenschiff auch etwas nach Norden vortretend mit Strebepfeilern und rechteckigen Fenstern, ostseitig hat die Sakristei ein verstäbtes Schulterportal aus der Zeit um 1509, nordseitig eine spitzbogige Fensterlaibung beim Tiefgeschoß sowie ein spitzbogiges Türgewände aus dem 15. Jahrhundert.
Das Kircheninnere zeigt ein hoch proportioniertes dreijochiges Hauptschiff mit einem spätgotischen Kreuzrippengewölbe mit Rautenkonfigurationen aus dem Jahr 1509; im Norden auf Polygonalpfeilern und im Süden auf pfeilerartigen Wandvorlagen mit Spitzbogenarkaden zum Nordschiff. Das niedrige dreijochige Nordschiff mit einem geraden Schluss hat Kreuzrippengewölbe und ein Spitzbogenportal um 1509 mit einem schlichten Holztor mit barocken Bändern. Die dreiachsige Westempore in der Breite des Hauptschiffes hat Korbbogenarkaden auf Pfeilern und in der Bogenzone Stuckdekor mit Girlanden, Ranken und Palmetten sowie mittig eine Kartusche mit der Jahreszahl 1737 und seitlich ein gemaltes Wappen in einer stuckierten Kartusche, die kassettierte Holzbrüstung mit Pilastergliederung stammt aus dem 17. Jahrhundert. Der in das Seitenschiff eingestellte Aufgang zur Empore hat Holzstufen sowie Holzbaluster und führt auf eine weitere Holzempore der Hauptorgel.
Der einjochige Chor hat einen Fünfachtelschluss sowie ein Kreuzrippengewölbe auf Halbkreis- und Konsoldiensten und im Westen auf Konsolen. Es gibt eine zweiteilige Sessionsnische in einer profilierten Rechteckrahmung aus dem Anfang des 16. Jahrhunderts. Das Sakristeiportal mit einer profilierten Rechteckrahmung hat eine blechbeschlagene Tür mit gekreuzten Bändern mit originalen Beschlägen aus dem 17. Jahrhundert. Die Sakristei hat ein Tonnengewölbe und darüber ein Oratorium mit einem Stichkappentonnengewölbe und zwei Oratoriumsfenstern in profilierten hölzernen Kreuzstockrahmen mit einer Bleiverglasung aus der ersten Hälfte des 19. Jahrhunderts. 
In der nordwestlichen Ecke der Sakristei befindet sich eine eingestellte Wendeltreppe.
Die Glasmalerei im Chor aus dem Jahr 1890 zeigt die Vier Evangelisten.
Das Erdgeschoß des Turmes hat ein wuchtiges Tonnengewölbe aus dem 15. Jahrhundert und ist vom Hauptschiff durch ein Rundbogenportal zugänglich, zu den Obergeschoßen des Turmes führt ein gewölbter Aufgang, im Anfang als geschalte spätgotische Steintonne an und in der massiven Nordwand. Es gibt Schlitz- und Schartenfenster in tiefen Fensterlaibungen in allen Geschoßen mit geschalten Gewänden mit mehreren Putzschichten, in den Ecken des ersten Obergeschoßes sind Rippenansätze und eine ehemalige breite Bogenöffnung an Westen erhalten, wohl eine ehemalige Turmstube bis 1749. Der stehende Dachstuhl der Kirche ist mit 1750 und M.B. bezeichnet, nach einem Brand von 1749.

## Ausstattung

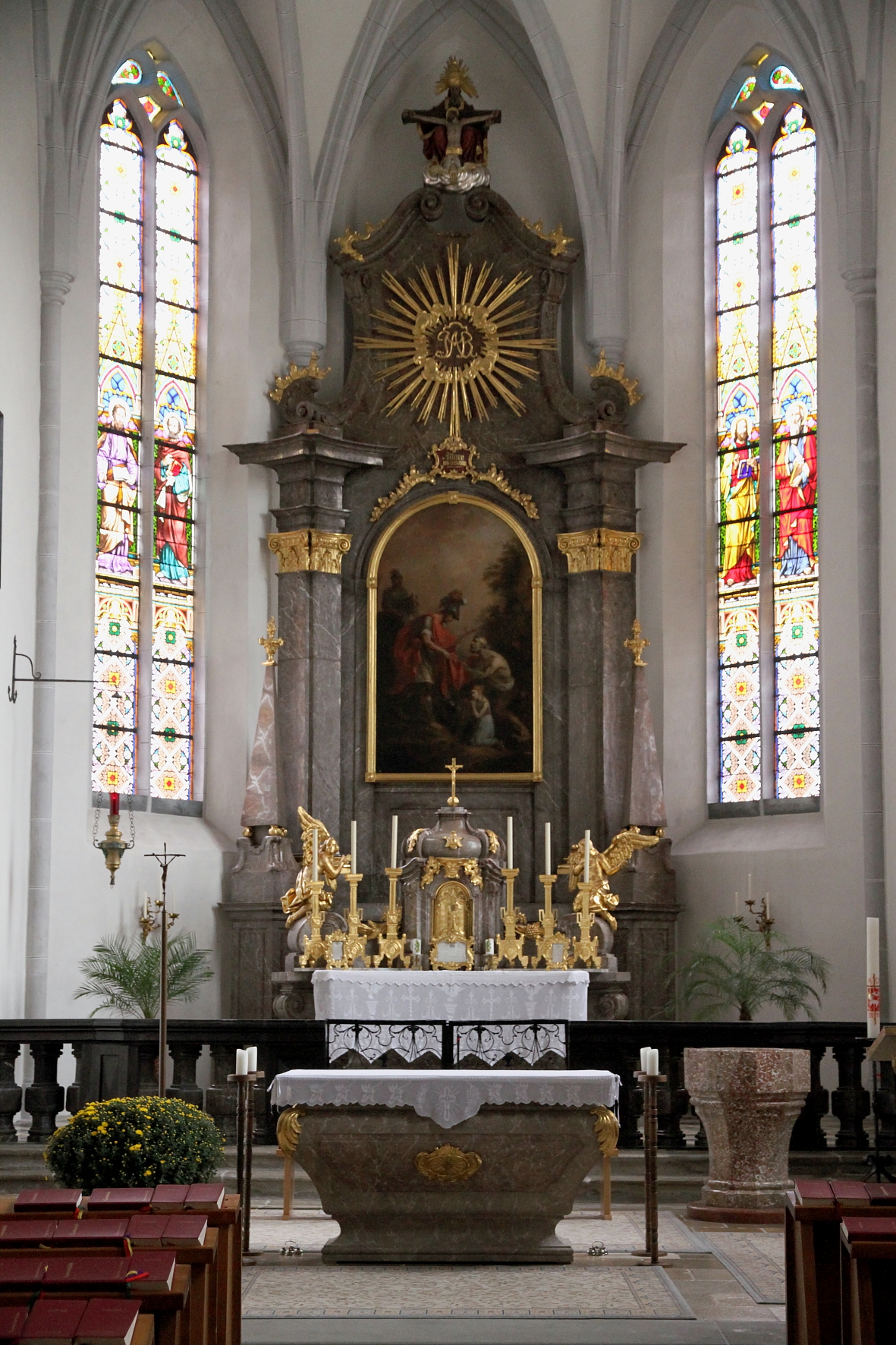
Hochaltar der Pfarrkirche

Der Hochaltar aus dem Jahr 1768 ist ein hoher, schmal proportionierter Altar aus Türnitzer Marmor mit übereck gestellten Pilastern und flankierenden Obelisken. Das Altarblatt zeigt den hl. Martin, 1808 geschaffen von Johann Josef Schindler. Der Auszug mit einem Strahlenkranz trägt die bekrönende Gruppe Dreifaltigkeit, der freistehende Altartisch trägt einen Tempietto-Tabernakel.
Die von Max Jakob im Jahr 1909 in einem neogotischen Gehäuse gebaute Orgel zeigt am Brüstungspositiv musizierende Engelsfiguren. Das Uhrwerk im Turm schuf Wendelin Jäger 1871. Die Glocken wurden 1949 gegossen.

## Grabdenkmäler
Außen
- Grabstein in der Form eines Obelisken mit Urnenaufsatz zu Josephus Kallminzer 1782.
- Grabstein zur Bäckerin und Wirtin Maria Anna Wimmer 1783.
- Kriegerdenkmal mit Gedenktafeln vom Bildhauer Franz Fuchs 1923, restauriert 1956 und 1994.

Innen
- Rotmarmor-Grabstein aus dem 16. Jahrhundert.
- Wappengrabstein zum Pfarrer Johannes Kramer 1643.
- Mehrere im Boden eingelassene Grabplatten, eine mit 1699.
- Grabplatte zum Graf Adalbert von Clary-Aldringen 1809.